# Mañana será bonito
Mañana será bonito è il quarto album in studio della cantante colombiana Karol G, pubblicato il 24 febbraio 2023 dalla Universal Latino.
Il progetto discografico ha ottenuto sette candidature al Latin Grammy Awards, ottenendo tre premi, tra cui all'album dell'anno e miglior album di musica urban. Alla 66ª edizione dei Grammy Award l'album è stato premiato nella categoria al miglior album di música urbana.

## Descrizione
Il progetto discografico, l'ultimo album della cantante con l'etichetta discografica Universal Music Latino, si compone di diciassette tracce dalle sonorità reggaeton e presenta collaborazioni con Romeo Santos, Quevedo, Shakira, Justin Quiles, Ángel Dior, Maldy, Bad Gyal, Sean Paul, Sech, Ovy on the Drums e Carla Morrison. In un'intervista a Rolling Stone, Karol G ha rivelato il significato del titolo, affermando: «Questo rappresenta sicuramente una fase specifica della mia vita. Il nome dell'album è una frase che continuavo a ripetere a me stessa quando non c'era nulla di bello. Voglio dire, stavo attraversando il momento migliore della mia carriera, ma personalmente ero molto distaccata da me stessa e dai miei amici. Non ero infelice, ma nemmeno felice. Così ogni giorno mi dicevo: 'Va bene, mañana será bonito, domani sarà bellissimo'».
In una successiva intervista al New York Times, Karol G ha descritto l'album come «più Carolina che Karol G». Ha poi aggiunto: «In questo momento noto che gli artisti si stanno impegnando molto per trovare un concetto, per essere molto sperimentali, e questo mi piace. Ed è un buon modo di fare arte. Ma il concetto di questo album è solo che io sono me stessa. Non volevo che la gente pensasse che fosse molto semplice o solo normale».

## Promozione
Il 21 aprile 2022  è stato pubblicato il singolo Provenza come singolo apripista dell'album. Il 6 settembre 2022 intraprende lo Strip Love Tour, continuazione del precedente Bichota Tour. Il 25 agosto 2022 viene pubblicata Gatúbela, una collaborazione con Maldy. Il terzo singolo Cairo è stato pubblicato il 13 novembre 2022.
Il 25 gennaio 2023, Karol G annuncia e rivela il titolo dell'album, Mañana Será Bonito, seguito Il 2 febbraio dal quarto singolo X si volvemos con Romeo Santos. Il 24 febbraio 2023, in concomitanza con la pubblicazione dell'album, Karol G ha pubblicato la collaborazione con Shakira TQG.

## Tracce
1. Mientras me curo del cora – 2:44
2. X si volvemos (feat. con Romeo Santos) – 3:20
3. Pero tú (feat. con Quevedo) – 3:03
4. Besties – 2:42
5. Gucci los paños – 3:06
6. TQG (feat. con Shakira) – 3:17
7. Tus gafitas – 2:48
8. Ojos Ferrari (feat. con Justin Quiles e Ángel Dior) – 3:00
9. Mercurio – 2:40
10. Gatúbela (feat. con Maldy) – 3:28
11. Kármika (feat. con Bad Gyal e Sean Paul) – 3:56
12. Provenza – 3:27
13. Carolina – 2:41
14. Dañamos la amistad (feat. con Sech) – 2:54
15. Amargura – 2:50
16. Cairo (feat. con Ovy on the Drums) – 3:18
17. Mañana será bonito (feat. con Carla Morrison) – 3:30

## Classifiche

### Classifiche settimanali
| Classifica (2023-24) | Posizione massima |
| -------------------- | ----------------- |
| Belgio (Fiandre)     | 83                |
| Belgio (Vallonia)    | 87                |
| Canada               | 13                |
| Francia              | 55                |
| Italia               | 30                |
| Paesi Bassi          | 53                |
| Portogallo           | 24                |
| Spagna               | 1                 |
| Stati Uniti          | 1                 |
| Svizzera             | 7                 |

### Classifiche di fine anno
| Classifica (2023) | Posizione |
| ----------------- | --------- |
| Francia           | 175       |
| Spagna            | 2         |
| Stati Uniti       | 19        |
| Svizzera          | 65        |
| Classifica (2024) | Posizione |
| Portogallo        | 72        |
| Spagna            | 2         |
| Stati Uniti       | 78        |
| Svizzera          | 69        |

## Riconoscimenti
- Billboard Latin Music Awards[31]
  - 2023 – Miglior album latino dell'anno
  - 2023 – Album di ritmo latino dell'anno

- Grammy Awards[32]
  - 2024 – Miglior album urban

- Latin Grammy Awards[33]
  - 2023 – Album dell'anno
  - 2023 – Miglior album di musica urban